# David Helpling
David Helpling (ur. 29 marca 1969 w Chula Vista) – amerykański kompozytor i muzyk samouk, tworzący w stylu ambient.

## Twórczość
Debiutował albumem "Between Green and Blue" wydanym w 1997 roku. Zawarta w nim muzyka była nastrojowa i tajemnicza, zarazem spokojna, wyraźnie będąca pod wpływem stylu Patricka O'Hearna. W 1999 roku David wydał drugi album "Sleeping On The Edge Of The World". Album ten był bardziej dynamiczny i energiczny niż klasyczny ambient. W 2007 roku został wydany trzeci album "Treasure", który powstał we współpracy z Jonem Jenkinsem, również znanym twórcą muzyki ambient. 25 sierpnia 2008 roku, na Uniwersytecie Kalifornijskim w San Diego odbył się koncert, na którym David zagrał razem z Jonem Jenkinsem oraz grającym na perkusji i dodatkowych klawiszach Matthew Stewartem. Zapis z tego koncertu znalazł się na wydanym w 2008 albumie "Beyond Words: Rare Live".

## Dyskografia
- 1997 - Between Green and Blue
- 1999 -  Sleeping On The Edge Of The World
- 2007 - Treasure (razem z Jonem Jenkinsem)
- 2008 -  Beyond Words: Rare Live Treasures (razem z Jonem Jenkinsem)